# Сухаревский, Вадим Олегович
Вади́м Оле́гович Сухаре́вский (укр. Вадим Олегович Сухаревський, позывной — Барсук; род. 8 октября 1984, Берегово) — украинский военнослужащий, полковник, участник российско-украинской войны. Герой Украины (2022).

## Биография
Родился 6 октября 1984 года в городе Берегово Закарпатской области. В 2009 году окончил Львовский институт Сухопутных войск Национального университета «Львовская политехника» по специальности «Боевое применение и управление действиями аэромобильных подразделений».
С 2004 года служил в различных подразделениях Вооружённых Сил Украины. В 2011 году был назначен командиром аэромобильной роты 80-го отдельного аэромобильного полка.
В 2014 году стал первым офицером ВСУ, под чьим командованием был открыт огонь по пророссийским сепаратистам. Участвовал в боях за Славянск, Луганский аэропорт, Красное, Мариуполь и другие населённые пункты.
В 2024 году стал первым командующим Силами беспилотных систем ВСУ.

## Награды
- Звание «Герой Украины» с вручением ордена «Золотая Звезда» (18 июня 2022) — за личное мужество и героизм, проявленные в защите государственного суверенитета и территориальной целостности Украины, верность военной присяге[6].
- Орден Богдана Хмельницкого II степени (2 декабря 2016) — за личное мужество и высокий профессионализм, проявленные в защите государственного суверенитета и территориальной целостности Украины, верность военной присяге[7].
- Орден Богдана Хмельницкого III степени (19 июля 2014) — за личное мужество и высокий профессионализм, проявленные в защите государственного суверенитета и территориальной целостности Украины, верность военной присяге[8][9].
- Орден «За мужество» II степени (14 апреля 2023) — за личное мужество и самоотверженные действия, проявленные в защите государственного суверенитета и территориальной целостности Украины[10].
- Орден «За мужество» III степени (4 декабря 2020) — за личное мужество и самоотверженные действия, проявленные в защите государственного суверенитета и территориальной целостности Украины, верность военной присяге[11].
- Знак отличия Президента Украины «За участие в Антитеррористической операции».